# Kay Scarpetta
Kay Scarpetta è un personaggio letterario creato dell'autrice di gialli Patricia Cornwell, ispirato al medico legale di origini italiane Marcella Fierro.

## Storia del personaggio
Il primo romanzo in cui compare Kay Scarpetta è Postmortem, nel quale assume l'incarico di direttrice dell'istituto di medicina legale della Virginia, oltre ad essere direttrice del National Forensic Academy di Hollywood in Florida.
Kay Scarpetta è nata a Miami nel 1956 da una famiglia di origini italiane proveniente da Verona che nel corso dei secoli si è imparentata esclusivamente con altri italiani. Suo padre, Marcellus II, era proprietario di un piccolo negozio di alimentari e si spegne a causa di una leucemia linfatica quando Kay ha solo 12 anni. Sin da bambina Kay mostra una grande predisposizione per lo studio e, dopo aver frequentato un collegio religioso e la St. Brendan High School si trasferisce al nord grazie ad una borsa di studio e si laurea in anatomo-patologia e giurisprudenza all'università di Georgetown. Inizialmente lavora nell'istituto di medicina legale di Miami Dade,  poi accetta l'incarico di capo medico legale della Virginia,  trasferendosi a Richmond. Kay Scarpetta ha un pessimo rapporto con la sua unica sorella,  Dorothy, una scrittrice di libri per bambini ritenuta da Kay narcisista e incapace di prendersi cura di sua figlia Lucy.  Proprio con la nipote Kay stringe un rapporto molto stretto finendo per farle quasi da madre,  e introducendola nel suo mondo, tant'è che Lucy entrerà nell'Fbi in qualità di analista tecnica e successivamente nell'ATF.
Kay Scarpetta viene descritta come una donna di circa quarant'anni,  alta poco più di un metro e sessanta,  bionda dagli occhi azzurri, prosperosa e affascinante. 
Ama vestire elegante e in modo adeguato ad una professionista del suo livello, si trucca poco e non porta gioielli (eccetto un orologio Breitling modello B52). Kay adora la cucina italiana e le sue specialità sono le lasagne e le tagliatelle al sugo con peperoni e salsiccia.  Cucinare per lei è rilassante e la distrae dalle preoccupazioni lavorative. Spesso invita a cena il suo collega Pete Marino, burbero capitano della polizia di Richmond che apprezza particolarmente le specialità culinarie di Kay.
Consulente dell'FBI, intreccia una relazione con Benton Wesley, capo dell'unità di scienze comportamentali ed esperto nel delineare i profili psicologici di pericolosi serial-killer. Benton Wesley inizierà un progetto denominato PREDATOR per studiare il cervello dei serial killer.
Kay Scarpetta è una donna molto razionale che crede saldamente nei principi della scienza e della medicina e pur non essendo paranoica,  nutre una preoccupazione particolare per sua nipote Lucy,  una bambina molto intelligente e solitaria che fa la sua comparsa già in Postmortem,  dove ha 10 anni e riesce grazie al suo precoce talento per l'informatica a dare un grande contributo a sua zia nella risoluzione del caso. 
Lucy ha grande stima di sua zia Kay ed è decisa a conquistarsi le sue attenzioni in tutti i modi: prima fa una brillante carriera universitaria al Mit, successivamente viene reclutata nell'Fbi come analista tecnica e poi come membro dell'unità liberazione ostaggi (Hrt). Tuttavia a seguito di uno scandalo suscitato da una relazione tra Lucy e un'altra agente rivelatasi in seguito una pazza assassina. Lucy è costretta a rassegnare le dimissioni e si arruola per l'Atf,  un'agenzia governativa che si occupa del controllo di armi, esplosivi, alcool e tabacco.
Lucy è lesbica e le sue avventure sentimentali e il carattere difficile e ribelle faranno preoccupare non poco la zia Kay.
Kay Scarpetta è affiancata da Pete Marino, agente dell'Investigativa di Richmond. Marino è burbero, scontroso e si prende molto poco cura di sé, ma è un bravo poliziotto ed un fedele amico della protagonista, almeno fin quando non si rende conto di desiderarla e di essere geloso del compagno Benton Wesley.
Pete Marino ha divorziato ancora piuttosto giovane dalla moglie Doris; la coppia ha avuto un figlio divenuto avvocato, ma colluso con la malavita. Padre e figlio non sono mai andati d'accordo tanto che il giovane si faceva chiamare Rocco Caggiano e verrà ucciso da Lucy e Rudy (un amico di Lucy) nel romanzo Calliphora.
Tra i romanzi Calliphora e La traccia Kay Scarpetta è stata allontanata da Richmond e lavora a Miami; ne Il libro dei morti è a Charleston e parteciperà ad un'indagine a Roma; successivamente, in Autopsia virtuale seguirà il marito Benton Wesley a Boston.
In Letto di ossa Kay Scarpetta, vicina ai sessant'anni, scopre una vena narcisistica valutando il proprio fisico e la propria posizione sociale particolarmente desiderabili per uomini molto più giovani. Ciò sta per compromettere il suo inossidabile matrimonio accentuando la gelosia non solo del marito ma anche di Pete Marino.

## Romanzi con Kay Scarpetta
1. Postmortem (Postmortem, 1990) (Mondadori, 1994) (ISBN 8804399996)
2. Oggetti di reato (Body of Evidence, 1991) (Mondadori, 1992) (ISBN 8804373741)
3. Quel che rimane (All That Remains, 1992) (Mondadori, 1993) (ISBN 8804390727)
4. Insolito e crudele (Cruel and Unusual, 1993) (Mondadori, 1995) (ISBN 8804423331) (vincitore Gold Dagger Award 1993)
5. La fabbrica dei corpi (The Body Farm, 1994) (Mondadori, 1996) (ISBN 8804433434)
6. Il cimitero dei senza nome (From Potter's Field, 1995) (Mondadori, 1997) (ISBN 8804456787)
7. Causa di morte (Cause of Death, 1996) (Mondadori, 1998) (ISBN 8804464828)
8. Morte innaturale (Unnatural Exposure, 1997) (Mondadori, 1998) (ISBN 8804473819)
9. Punto di origine (Point of Origin, 1998) (Mondadori, 1999) (ISBN 8804481358)
10. Cadavere non identificato (Black Notice, 1999) (Mondadori, 2000) (ISBN 8804491124)
11. L'ultimo distretto (The Last Precinct, 2000) (Mondadori, 2001) (ISBN 8804505702)
12. Calliphora (Blow Fly, 2003) (Mondadori, 2003) (ISBN 8804547677)
13. La traccia (Trace, 2004) (Mondadori, 2005) (ISBN 8804537159)
14. Predatore (Predator, 2005) (Mondadori, 2006) (ISBN 8804550988)
15. Il libro dei morti (Book of the Dead, 2007) (Mondadori, 2007) (ISBN 8804564245)
16. Kay Scarpetta (Scarpetta, 2008) (Mondadori, 2009) (ISBN 8804583363)
17. Il fattore Scarpetta (The Scarpetta Factor, 2009) (Mondadori, 2010) (ISBN 8804601361)
18. Autopsia virtuale (Port mortuary, 2010) (Mondadori, 2011)
19. Nebbia rossa (Red mist, 2011) (Mondadori, 2012) (ISBN 9788804614807)
20. Letto di ossa (The Bone Bed, 2012) (Mondadori, 2013) (ISBN 9788804626749)
21. Polvere (Dust, 2013) (Mondadori, 2014) (ISBN 9788804636069)
22. Carne e sangue (Flesh and Blood, 2014) (Mondadori, 2014) ISBN 978-88-04-64719-5
23. Cuore depravato (Depraved heart, 2015) (Mondadori, 2015) ISBN 978-88-04-65787-3
24. Caos (Chaos, 2016) (Mondadori, 2016) ISBN 978-88-04-66595-3
25. Autopsia (Autopsy, 2022) (Mondadori, 2022)

ISBN: 978-88-04-74673-7